# Courchaton
Courchaton is een plaats en voormalige gemeente in het Franse departement Haute-Saône in de regio Bourgogne-Franche-Comté en telt 459 inwoners (2011). De plaats maakt maakt deel uit van het arrondissement Lure.

## Gechiedenis
Op 1 januari 2025 fuseerde Courchaton met de gemeenten Georfans en Vellechevreux-et-Courbenans tot de commune nouvelle Belles-Fontaines, waarvan Courchaton de hoofdplaats werd.

## Geografie
De oppervlakte van Courchaton bedraagt 13,6 km², de bevolkingsdichtheid is 33,8 inwoners per km².
De onderstaande kaart toont de ligging van Courchaton met de belangrijkste infrastructuur en aangrenzende gemeenten.

## Demografie
Onderstaande figuur toont het verloop van het inwonertal.